# Кёбельн

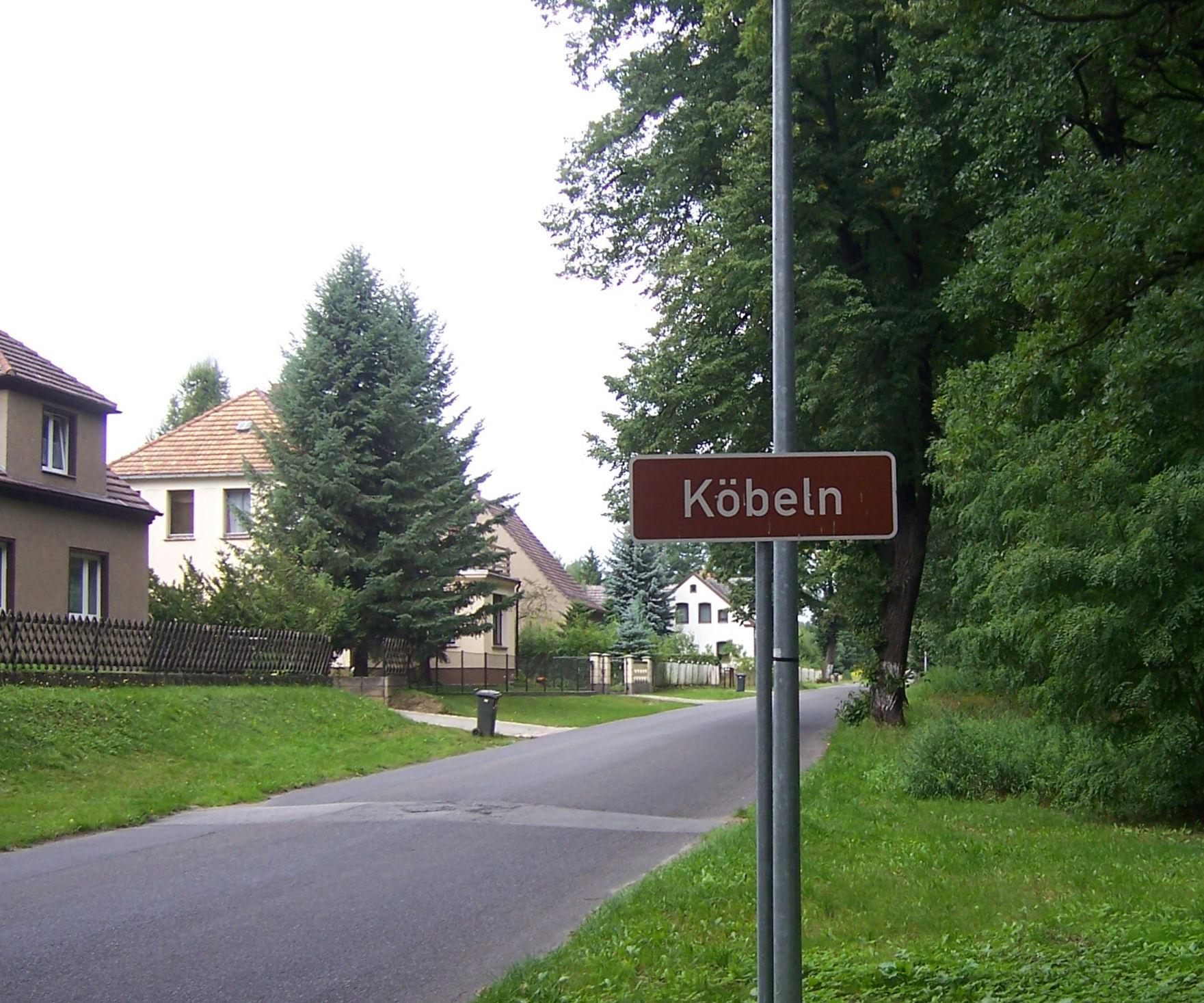

Кёбельн или Ко́белин (нем. Köbeln; в.-луж. Kobjelin) — сельский населённый пункт в городских границах Бад-Мускау, район Гёрлиц, федеральная земля Саксония, Германия. Имеет статус городского района Бад-Мускау.

## География
Населённый пункт находится на географической границе между Верхней и Нижней Лужицами на берегу реки Ныса-Лужицка севернее Бад-Мускау и южнее обширного лесного массива Чорноэр-Вальд, простирающегося до нижнелужицкого города Форст. На севере деревни находится пограничный треугольник между польским Любушским воеводством, федеральными землями Саксония и Брандендург.
Соседние населённые пункты: на северо-востоке — деревня Пусак коммуны Найсе-Мальксеталь, на востоке — деревня Старе-Чапле Жарского повята Любушского воеводства, на юге — Бад-Мускау и на западе — деревни Йемлиц (Йемелица) и Чорно (Царна) коммуны Йемлиц-Клайн-Дюбен.

## История
Впервые упоминается в 1590 году под наименованием «Gobelin (Cobelin)». С 1815 года входила в состав округа Ротенбург провинции Силезия Пруссии. С 1874 года принадлежала району Мускау I, который в 1933 году был разделён на районы Койла и Лугкниц. В отличие от сельской общины Берг, которая была присоединена к Бад-Мускау, Кёбельн сохранил статус автономной сельской общины. Район Лугкниц в это же время был переименован в район Габленц, в который до 1945 года входили сельские населённые пункты Кёбельн, Габленц и Бурглен. После Второй мировой войны при определении государственных границ небольшая восточная часть административной территории Кёбельна была передана польской сельской общине Старе-Чапле.
1 июля 1950 года Кёбельн вошёл в границы Бад-Мускау в статусе городского района.
В настоящее время входит в состав культурно-территориальной автономии «Лужицкая поселенческая область», на территории которой действуют законодательные акты земель Саксонии и Бранденбурга, содействующие сохранению лужицких языков и культуры лужичан.
Исторические немецкие наименования:
- Gobelin (Cobelin), 1590
- Köbeln, 1597

## Население
Официальным языком в населённом пункте, помимо немецкого, является также верхнелужицкий язык. Ранее этом районе был распространён мужаковский диалект верхнелужицкого языка, который являлся переходным диалектом между верхнелужицким и нижнелужицким языками.
Лужицкий демограф Арношт Черник в своём сочинении «Die Entwicklung der sorbischen Bevölkerung» указывает, что в 1956 году при общей численности в 5884 жителей серболужицкое население деревни составляло 1,2 % (из них 26 взрослых владели активно верхнелужицким языком, 33 взрослых — пассивно; 9 несовершеннолетних свободно владели языком).
| 1825 | 1871 | 1885 | 1905 | 1925 | 1939 | 1946 | 2008 | 2011 |
| ---- | ---- | ---- | ---- | ---- | ---- | ---- | ---- | ---- |
| 234  | 560  | 578  | 665  | 761  | 837  | 788  | 460  | 440  |